# Ericeia intracta
Ericeia intracta är en fjärilsart som beskrevs av Walker 1864. Ericeia intracta ingår i släktet Ericeia och familjen nattflyn. Inga underarter finns listade i Catalogue of Life.